# Solanum venosum
Solanum venosum är en potatisväxtart som beskrevs av Michel Félix Dunal. Solanum venosum ingår i släktet skattor som ingår i familjen potatisväxter. Inga underarter finns listade i Catalogue of Life.